# Solpuga mulongoa
Solpuga mulongoa är en spindeldjursart som beskrevs av Benoit 1960. Solpuga mulongoa ingår i släktet Solpuga och familjen Solpugidae. Inga underarter finns listade i Catalogue of Life.